# قشلاق اغداش کلام
قشلاق اغداش کلام یک روستا در ایران است که در استان اردبیل واقع شده‌است.